# Anaea troglodyta
Espèce

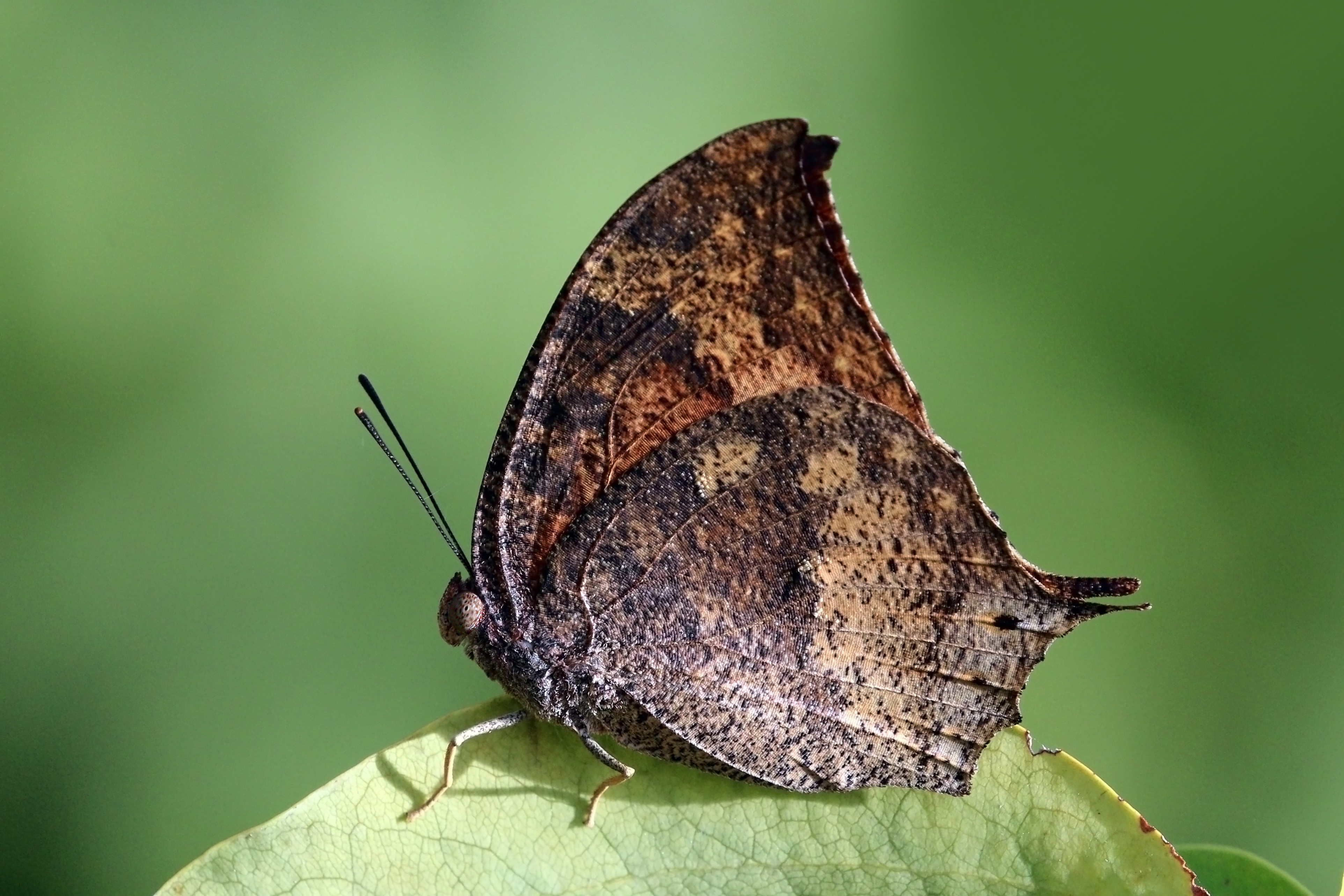
Revers des ailes, sous-espèce cubana, sur l'île Grand Cayman.

Anaea troglodyta est une espèce de lépidoptères (papillons) de la famille des Nymphalidae, de la sous-famille des Charaxinae.

## Taxinomie
Liste des sous-espèces
- Anaea troglodyta troglodyta
- Anaea troglodyta astina (Fabricius, 1793) présent à Saint Thomas.
- Anaea troglodyta aidea (Guérin-Méneville, [1844]) ou Anaea aidea le Tropical Leafwing présent dans le sud des USA, au Mexique et au Costa Rica.
- Anaea troglodyta andria Scudder, 1875 le Goatweed Butterfly présent dans le sud des USA et au Mexique.
- Anaea troglodyta borinquenalis Johnson et Comstock, 1941; présent à Porto Rico.
- Anaea troglodyta cubana (Druce, 1905)
- Anaea troglodyta borinquenalis Johnson et Comstock, 1941
- Anaea troglodyta floridalis (Johnson et Comstock, 1941) le Florida Leafwing présent dans le sud de la Floride.
- Anaea troglodyta minor Hall, 1936 présent dans des iles des Antilles dont la Guadeloupe.
- Anaea troglodyta portia (Fabricius, 1775) présent à la Jamaïque.

## Description
C'est un grand papillon orange rouge marqué de foncé d'une envergure qui varie de 76 mm à 90 mm avec une queue à chaque aile postérieure.
Le revers mime une feuille morte.

## Biologie
La forme dite de la saison sèche vole d'avril à octobre et celle de la saison humide de mai à octobre.

### Plantes hôtes
Leurs plantes hôtes sont des Croton, Croton capitatus, Croton linearis et Croton monanthogynus pour Anaea troglodyta andria, Croton sagraeanus et Croton argenteus pour Anaea troglodyta cubana, Croton linearis  pour Anaea troglodyta floridalis et Acalypha macrostachya pour Anaea troglodyta aidea.

## Écologie et distribution
Il est présent en Amérique du Nord, aux États-Unis (sud de la Floride pour Anaea troglodyta floridalis, Californie, Arizona, Nouveau-Mexique, Texas, Kansas pour Anaea troglodyta aidea), au Mexique, ainsi qu'à Porto Rico et aux Antilles, à Cuba, en Jamaïque et en Guadeloupe,.

## Protection
L'habitat d’Anaea troglodyta floridalis en Floride est protégé.